# Al Wood
Martin Alphonzo Wood, detto Al (Gray, 2 giugno 1958), è un ex cestista statunitense, professionista nella NBA, in Italia e in Francia.

## Carriera
Venne selezionato dagli Atlanta Hawks al primo giro del Draft NBA 1981 (4ª scelta assoluta).

## Palmarès
- McDonald's All-American Game (1977)
- NCAA AP All-America Second Team (1981)